# نظام آي بي أم/360 موديل 67

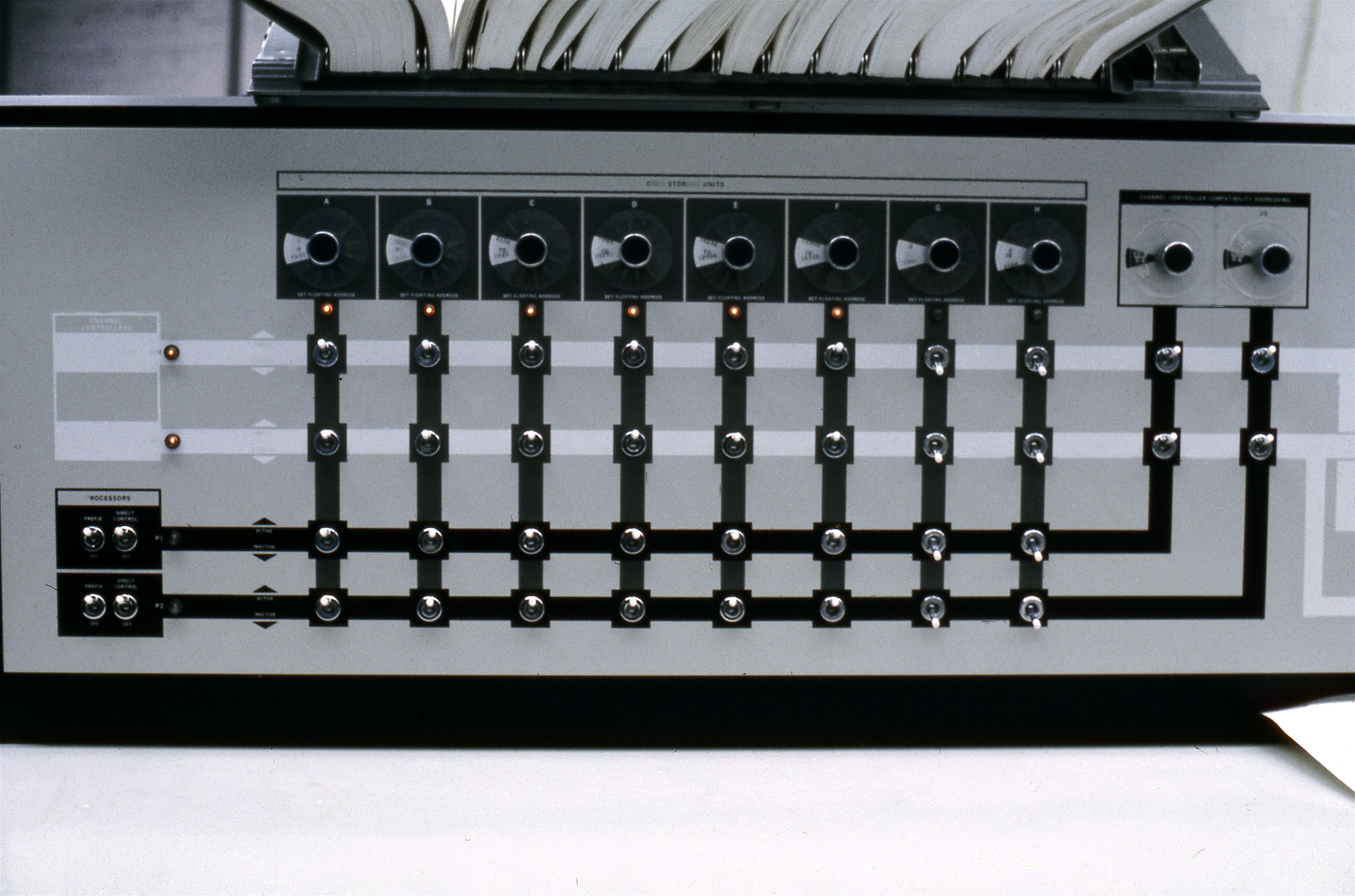
الجانب الأيسر، وحدة تحكم 2167 لـ آي بي إم / نظام 360 موديل 67-2 (دوبلكس) في جامعة ميشيغان، حوالي 1969.

كان نموذج نظام آي بي إم / 360 موديل 67 (إس/360-67) نموذجًا هامًا لأجهزة آي بي إم الكمبيوترية المركزية (IBM mainframe) في أواخر الستينات. بخلاف بقية سلسلة إس/360 (IBM System/360)، شملت ميزات لتسهيل تطبيقات المشاركة الزمنية، لا سيما مربع دات لدعم الذاكرة الافتراضية وعناوين 32 بت. كان إس/360-67 متوافقًا مع باقي سلسلة إس/360.

## روابط خارجية
- A. Padegs, "System/360 and Beyond", IBM Journal of Research & Development, vol. 25 no. 5, pp. 377-390, September 1981
- IBM System/360 System Summary, thirteenth edition, January 1974, IBM publication GA22-6810-12, pages 6–13 to 6-15 describe the model 67
- IBM System/360 Model 67 Reference Data (Blue card)
- Several photos of a dual processor IBM 360/67 at the University of Michigan's academic Computing Center in the late 1960s or early 1970s are included in Dave Mills' article describing the Michigan Terminal System (MTS)
- Pictures of an IBM S/360-67 at Newcastle (UK) University
- TSS/360 Concepts and Facilities
- Time-sharing in the IBM System/360 model 67